# Рейнольдс (Джорджія)
Рейнольдс (англ. Reynolds) — місто (англ. town) в США, в окрузі Тейлор штату Джорджія. Населення — 926 осіб (2020).

## Географія
Рейнольдс розташований за координатами 32°33′38″ пн. ш. 84°5′40″ зх. д. / 32.56056° пн. ш. 84.09444° зх. д. (32.560478, -84.094363).  За даними Бюро перепису населення США в 2010 році місто мало площу 5,19 км², з яких 5,15 км² — суходіл та 0,03 км² — водойми.

## Демографія
Згідно з переписом 2010 року, у місті мешкало 1086 осіб у 485 домогосподарствах у складі 303 родин. Густота населення становила 209 осіб/км².  Було 641 помешкання (124/км²).
Расовий склад населення:
| - 54,7 % — білих - 43,9 % — чорних або афроамериканців - 0,4 % — азіатів |

До двох чи більше рас належало 1,0 %. Частка іспаномовних становила 2,6 % від усіх жителів.
За віковим діапазоном населення розподілялося таким чином: 24,4 % — особи молодші 18 років, 55,5 % — особи у віці 18—64 років, 20,1 % — особи у віці 65 років та старші. Медіана віку мешканця становила 42,6 року. На 100 осіб жіночої статі у місті припадало 79,8 чоловіків;  на 100 жінок у віці від 18 років та старших — 75,4 чоловіків також старших 18 років.
Середній дохід на одне домашнє господарство  становив 41 240 доларів США (медіана — 27 364), а середній дохід на одну сім'ю — 54 004 долари (медіана — 39 922). За межею бідності перебувало 24,7 % осіб, у тому числі 42,2 % дітей у віці до 18 років та 15,9 % осіб у віці 65 років та старших.
Цивільне працевлаштоване населення становило 385 осіб. Основні галузі зайнятості: освіта, охорона здоров'я та соціальна допомога — 27,0 %, будівництво — 9,6 %, фінанси, страхування та нерухомість — 9,1 %.